# Hörster Berg
Der Hörster Berg ist ein 315,1 m ü. NHN hoher Berg im Teutoburger Wald auf dem Gebiet des Lagenser Ortsteils Hörste.

## Geographie
Der Berg liegt im Östlichen Teutoburger Wald östlich vom Hermannsberg (363,7 m) und Stapelager Berg (365,2 m). Südlich befindet sich der Truppenübungsplatz Senne und die Gemeinde Augustdorf. Östlich liegt der Große Ehberg (339,6 m).